# Borbély Miklós
Borbély Miklós (Szekszárd, 1970. március 11. ~) triatlon és kerékpáros edző, a Mogyi SE Baja vezetőedzője 2017-ig, 2021-től a Lotus Cycling Team vezetőedzője.

## Pályafutása
Borbély Miklós a zombai általános iskolában kezdett el sportolni, a labdarúgás volt a kiválasztott sportág. Középiskolai tanulmányait a bonyhádi Petőfi Sándor Gimnáziumban végezte, itt váltott a fociról az atlétikára. Baján, az Eötvös József Tanítóképző Főiskola testnevelés karán szerzett diplomát. Az államvizsga után, 1991-ben úszóoktatóként helyezkedett el a bajai sportuszodában, ahol - mivel Baján kötelező az úszásoktatás - a város szinte összes gyerekét tanította úszásra, a munka mellett pedig hobbiszinten atletizált és triatlonozott. Haladó úszásoktatásra járó tanítványaival rendszeresen részt vett a triatlon diákolimpiákon és egyéb amatőr versenyeken. Triatlonedzői karrierje 1995-ben kezdődött a Honvéd Bajai Sportegylet triatlon szakosztályánál. Az 1998-ban megalakult bajai Mogyi Sportegyesületnél folytatta az edzősködést. 1999-ben szerzett triatlonedzői oklevelet.
2021-től a Lotus Cycling Team vezetőedzője.[forrás?]

## Egyesületei
Szentendrei Kossuth Lajos Katonai Főiskola SE (1993, atlétika), Honvéd Bajai SE (1993–1998, triatlon), Mogyi SE Baja (1998–2017), Lotus Cycling Team (2021- )

## Eredményei
Sportolóként: magyar bajnok (országúti futóbajnokság 50 km, 1993), lövésztriatlon magyar bajnok (1998), Ironman (2007, Sherborne, Anglia - időeredménye: 12 óra 8 perc 37 másodperc).

Edzőként: 1996 óta száznál is több magyar bajnoki címet, illetve helyezést nyertek az általa edzett sportolók. Nemzetközi szinten egy világbajnoki és négy Európa-bajnoki cím, valami tucatnyi vb- és Eb-helyezés értek el tanítványai. Legsikeresebb versenyzői: Bajai Péter, Szűcs Ákos, Koch Renáta, Poros Tímea, Faldum Gábor, Perlaky Ágnes.

## Kitüntetései
- Az Év Triatlonedzője Magyarországon (1999)
- Baja Város Sportjáért (2001)
- Petőfi Népe Kupa (Kiváló Nevelőmunkáért-díj, 2001)

## Külső hivatkozások
- A Mogyi SE Baja honlapja[halott link]
- Borbély Miklós lett a hetedik bajai Vasember, Kenyeres Imre duplázott (cikk a Bácskai Sport portálon)